# 索夫雷斯科维奥
索夫雷斯科维奥，是西班牙阿斯图里亚斯的一个市镇。总面积69平方公里，总人口831人（2001年），人口密度12人/平方公里。